# افراکور
افراکور (به فرانسوی: Affracourt) یک کمون در فرانسه است که در canton of Haroué واقع شده‌است. افراکور ۵٫۵۶ کیلومتر مربع مساحت دارد ۲۵۸ متر بالاتر از سطح دریا واقع شده‌است.